# Republiken Kina (1912–1949)
Republiken Kina är en kinesisk stat som grundades 1912, och som från slutet av 1920-talet behärskade större delen av det kinesiska fastlandet. Sedan 1949, efter att Folkrepubliken Kina vunnit kinesiska inbördeskriget, är statens reella jurisdiktion begränsad till Taiwan och några närliggande mindre öar, och har sedan 1970-talet oklar politisk status.

## Historia

### Grundandet

Republiken Kinas flagga 1912–1928.

Republiken Kina skapades ur Xinhairevolutionen (1911–1912) då kejsarhuset störtades. 1911 utsågs revolutionsledaren Sun Yat-sen till provisorisk president av de upproriska och 1912 abdikerade kejsarhuset och den siste kejsaren Puyi. Samma år avgick Sun Yat-sen som president och istället utsågs Yuan Shikai till president. I det första valet, som hölls 1913, valdes det nationalistiska Guomindangpartiet till styrande parti. Parlament infördes först i mars 1912 men det sköts åt sidan genom en ny författning 1914.

### Yuan Shikais presidentskap 1912–1916
Yuan Shikai lyckades senare få sig själv utnämnd till president på livstid och 1915 började hans privatsekreterare Liang Shiyi i hemlighet bedriva propaganda för monarkiens återupprättande och Yuans upphöjande på kejsartronen. Offentligen tog Yuan dock i det längsta avstånd från denna rörelse, som för övrigt i en mycket spridd och verkningsfull broschyr bekämpades av den lärde reformvännen Liang Qichao.
Japan, Storbritannien och Ryssland avlät den 28 oktober 1915 på diplomatisk väg en vänskaplig varning ”i den allmänna fredens intresse”, påpekande, att folkmeningen torde vara delad i frågan och att inre oroligheter därför vore att befara. Emellertid inträffade beställda petitioner i mängd i Peking från olika delar av riket, och i november hänsköt regeringen frågan till ett slags skenomröstning ute i provinserna, vilken ”enhälligt” utföll till monarkins förmån. Senaten erbjöd presidenten därefter kejsarvärdigheten och i ett edikt av 11 december 1915 förklarade han sig i princip villig att mottaga anbudet samt uppdrog åt ministerier och ämbetsverk att vidtaga ”de nödiga förberedelserna”.
Meningen var att trontillträdet skulle äga rum i februari 1916. I december 1915 utbröt dock ett uppror mot monarkirörelsen i provinsen Yunnan under ledning av general Cai E. Upproret vann med stöd av Liang Qichaos agitation snabb anslutning över hela södra Kina och inte heller på de nordliga provinserna kunde Yuan Shikai räkna. Han lät då i en proklamation av 21 mars 1916 meddela, att han annullerat sitt accepterande av tronerbjudandet, och 22 april omgav han sig med framstegsvänliga ministrar.
Hans ställning var emellertid nu ohållbar. Uppmaningar till avgång inströmmade från alla håll. I Guangzhou valde en provisorisk militärregering 11 maj vicepresidenten Li Yuanhong till president. Mitt under dessa stormiga dagar insjuknade Yuan Shikai och avled 6 juni i uremi. I enlighet med hans sista regeringshandling, ett ”dödsmandat”, manande till fred och ordning, övertogs regeringsmakten samma dag av Li Yuanhong. Som förste minister (statssekreterare) kvarstod general Duan Qirui.

### Krigsherrarnas epok 1916–1928

Den femfärgade Beiyang-stjärnan som alla militära uniformer hade före 1928.

Kort efter Xinhairevolutionen hade Yuan Shikai utnämnt militärguvernörer (dujun, 督军) som fick i uppdrag att utöva både militär och civil makt över sina jurisdiktioner. Detta var en tillfällig åtgärd som syftade till att bereda marken för civilt styre, men på grund av det instabila politiska läget i republiken utvecklades militärguvernörerna till krigsherrar med starkt regionalt inflytande. Efter Yuan Shikais död delades den politiska makten i Kina upp mellan dessa krigsherrar, som bildade olika koalitioner och ibland utkämpade korta krig mot varandra. Alla krigsherrar nominellt bekände sig till centralregeringen i Peking och bar liknande militära uniformer.
Tvärtemot syftet med upproret och mot vad tidigare uppror mot kejsarna (främst boxarupproret) syftat till och haft för ståndpunkter, blev republiken till en början ännu mer beroende av utlänningar. Det berodde på att regeringen var tvungen att ta stora lån på utländska banker. Vidare visade västvärlden att man inte längre räknade med Kina som en ledande nation genom att landet inte fick ut något av freden i Versailles efter första världskriget, trots att Kina stått på den vinnande sidan. I stället fick Japan, som också var på vinnarsidan, ta över de tyska kolonierna på det kinesiska fastlandet. Detta inledde det japanska intrånget i Kina, liksom en kinesisk studentdemonstration kallad Fjärde maj-rörelsen. Rörelsen fick den kinesiska regeringen att inte skriva under Versaillesfördraget.

### Inbördeskriget
Under 1920-talet skakades landet av inre splittringar mellan kommunister och nationalister och år 1926 bröt sedan inbördeskriget ut. Efter Sun Yat-sens död 1925 övertog Chiang Kai-shek ledarskapet för nationalistpartiet Guomindang (formell ordförande från 1938) och enade under följande år större delen av Kina under sin ledning.

### Japansk invasion och andra världskriget
Situationen förvärrades efter 1931 då japanerna tog kontroll över Manchuriet. År 1941 slöt sig Kina till de allierade under Andra världskriget och man återfick de japanska besittningarna efter krigets slut. 

### Inbördeskriget efter Japans kapitulation
År 1949 besegrades nationalisterna av kommunisterna under Mao Zedong som utropade Folkrepubliken Kina. Guomindangpartiet flydde då till Taiwan.